# Mespilus
Mespilus là một chi thực vật có hoa trong họ Hoa hồng.

## Hình ảnh

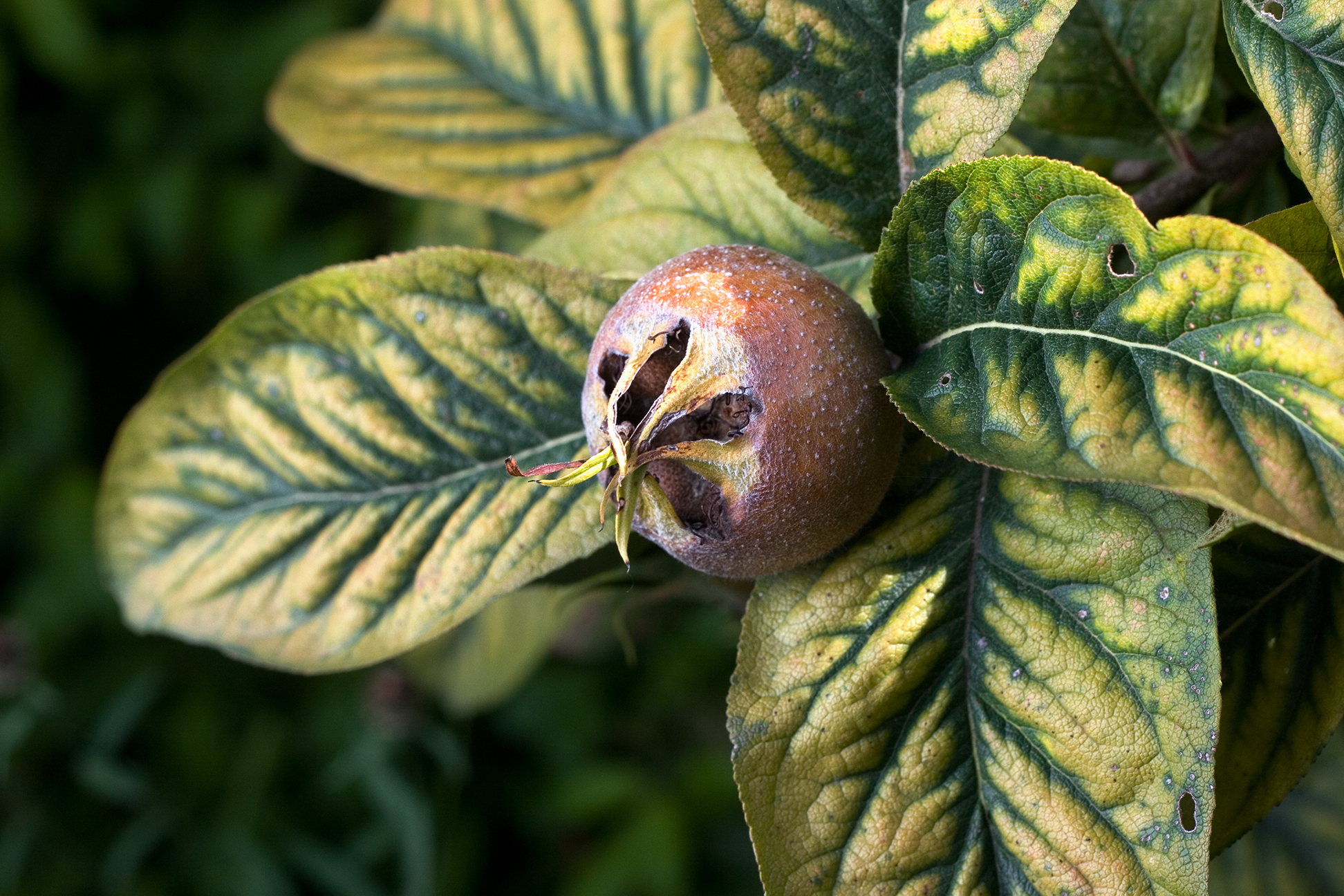
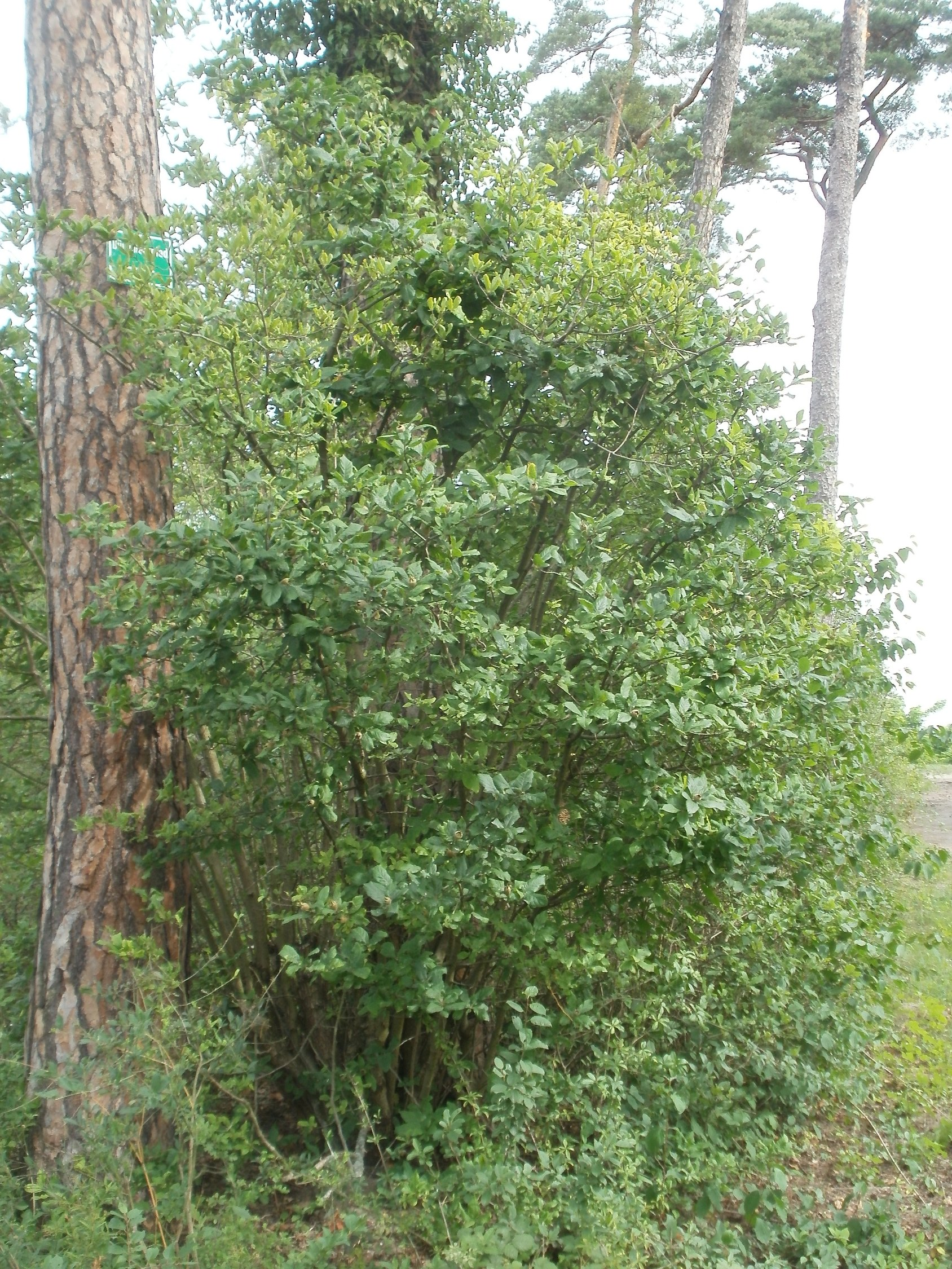
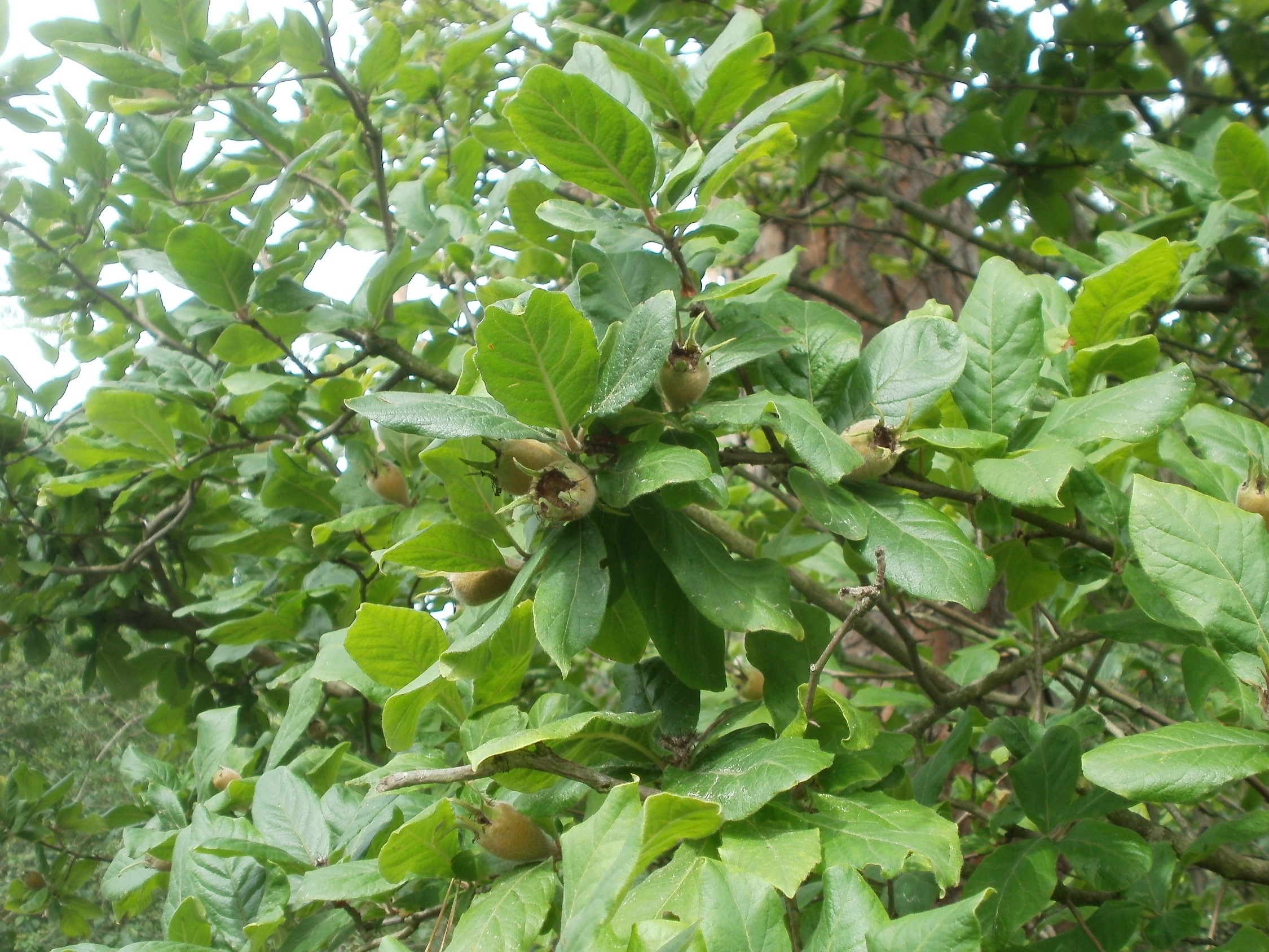
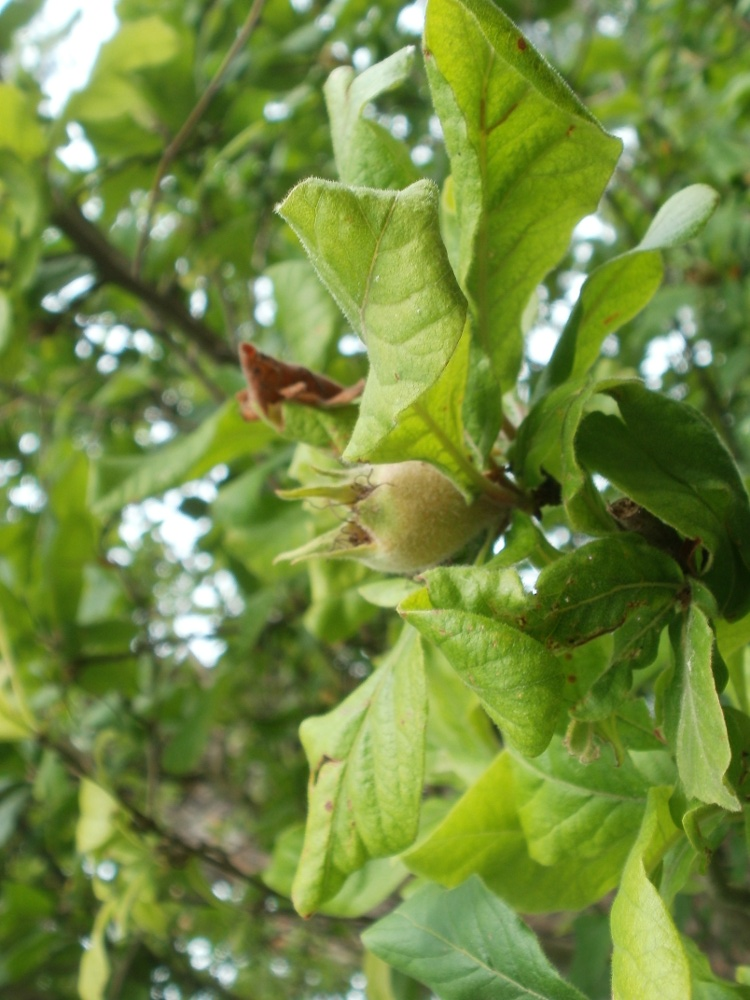

## Các loài
| Hình ảnh | Tên khoa học       | Tên thông dụng          | Phân bổ                                                        |
| -------- | ------------------ | ----------------------- | -------------------------------------------------------------- |
|          | Mespilus canescens | Stern's medlar          | Prairie County, Arkansas, United States                        |
|          | Mespilus germanica | medlar or common medlar | Tabaristan (Iran), southwest Asia and also southeastern Europe |